# Litchfield (Minnesota)
Litchfield település az Amerikai Egyesült Államok Minnesota államában, Meeker megyében, melynek megyeszékhelye is. Lakosainak száma 6624 fő (2020. április 1.).

## Népesség
A település népességének változása:

| 2010 | 6 726 |
| 2020 | 6 624 |